# 中共代表團駐地舊址
中共代表团驻地旧址，位於重慶市渝中区中山三路151号（原263号），现隶属红岩革命纪念馆。

## 简介
这栋楼房原是中国银行宿舍。1945年12月16日，以周恩来为首的中国共产党代表团抵达重庆出席政治协商会议（旧政协）。国民政府将此楼房拨给中共代表团使用。
1962年2月18日“紅岩革命紀念館中共代表團駐地”列為重慶市第一批文物古蹟保護單位。1983年12月1日“中共代表團住地舊址”列為重慶市第一批市級文物保護單位。2000年9月7日“中共代表團駐地舊址”列為第一批重慶市文物保護單位。2001年6月25日，“中共代表团驻地旧址”在国务院公佈第五批全國重點文物保護單位时，歸入八路軍重慶辦事處舊址。

## 建筑
中共代表团驻地旧址坐西朝东，是一栋中西式砖木结构建筑，二楼一底，通高13米，面阔44.6米，进深10米。加上附属建筑，总占地面积627平方米。由四个单元组成，外面有朝门。